# Britanac
Britanci ili Britonsi su stanovnici Ujedinjenog Kraljevstva Velike Britanije i Sjeverne Irske, Britanskih Prekomorskih Posjeda, i Krunskih Posjeda. Britanski zakon o državljanstvu uređuje moderno britansko državljanstvo i državljanstvo, koji se mogu dobiti, primjerice, porijeklom iz britanskih državljana. Kada se koriste u povijesnom kontekstu, "Britanci" mogu se odnositi na keltske Britance, starosjedilačke stanovnike Velike Britanije i Bretanje, čiji su preživjeli članovi moderni Velšani, Kornvolci i Bretoni. Može se odnositi i na građane bivšeg Britanskog carstva.